# Lindernia microcalyx
Lindernia microcalyx é uma espécie botânica do gênero Lindernia pertencente à família Linderniaceae.